# Jarchlino
Jarchlino (deutsch Jarchlin) ist ein Dorf  in der Stadt- und Landgemeinde Nowogard  (Naugard)  im Powiat Goleniowski (Gollnower Kreis) der  polnischen Woiwodschaft Westpommern.

## Geographische Lage
Jarchlino (Jarchlin) liegt in Hinterpommern, etwa sieben Kilometer östlich der Kleinstadt Nowogard (Naugard), 31 Kilometer nordöstlich der Kleinstadt Goleniów (Gollnow) und 52 Kilometer nordöstlich der regionalen Metropole Stettin.

## Geschichte

Jarchlin (Garchlin) südwestlich der Stadt Regenwalde an der Rega (Rega fluvius) und nordöstlich der Stadt Naugard (Neugarten) auf der Lubinschen Karte des Herzogtums Pommern von 1618 (Ausschnitt)

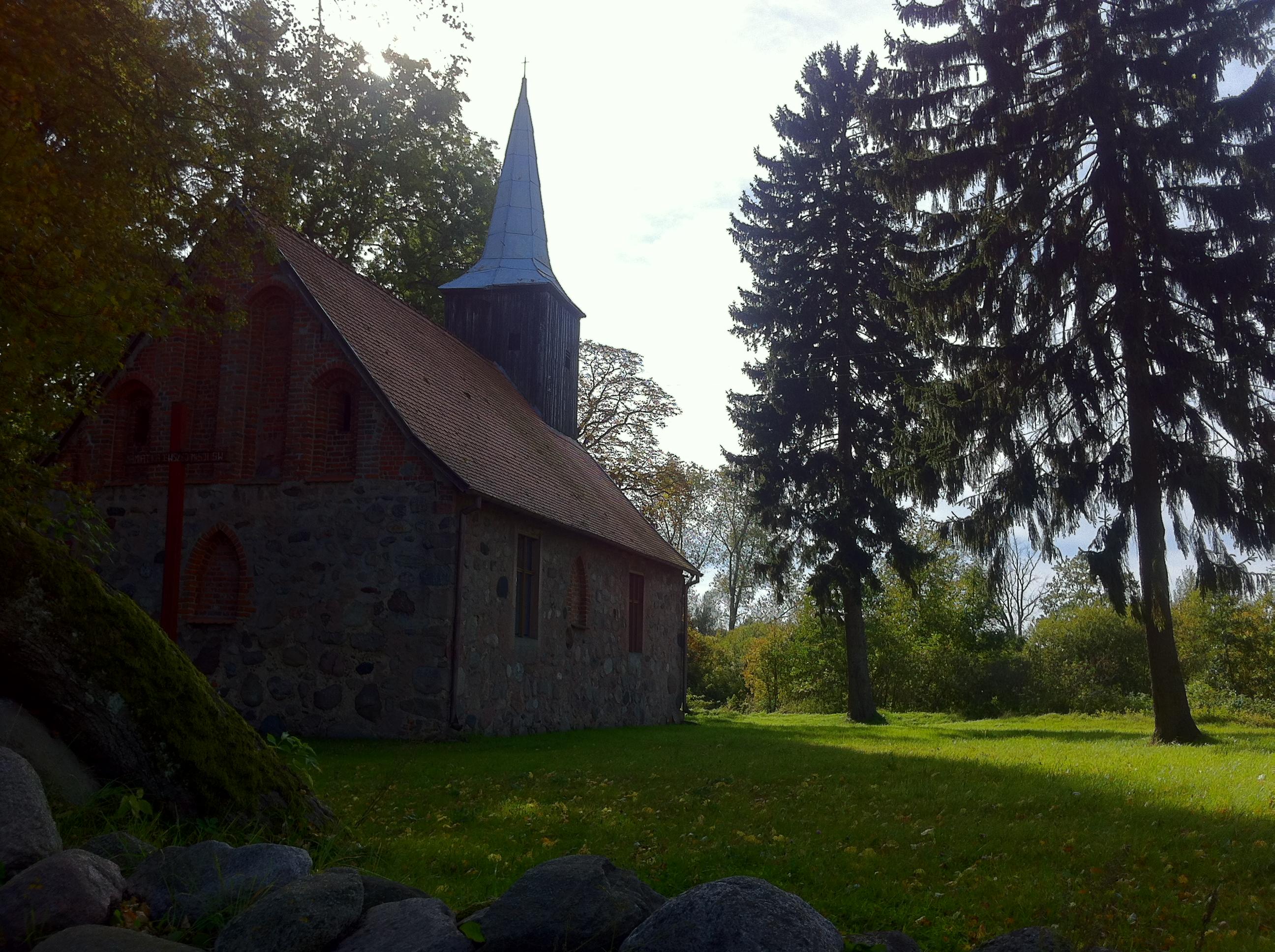
Dorfkirche, bis 1945 evangelisch (Aufnahme 2013)

Aus vorgeschichtlicher Zeit stammten die Großsteingräber bei Jarchlin, zwei Grabanlagen der jungsteinzeitlichen Trichterbecherkultur. Sie wurden im 19. Jahrhundert zerstört.
Das Dorf (früher Jarchelin, in älteren Urkunden auch Grecholin genannt) wurde als Kirchdorf 1491 erwähnt, als die Brüder von Dewitz dort einen Pfarrer in sein Amt einführten. Um 1780 gab es in Jarchlin ein Vorwerk mit einem Gutshaus, eine Schäferei, eine  Schmiede, eine Wassermühle, eine an der Grenze zum Nachbardorf Lasbeck gelegene Ziegelei, elf Vollbauern, unter denen sich auch der Betreiber des örtlichen Gasthauses befand, einen Prediger, einen Küster und insgesamt 31 Haushalte. Inhaber  des Gutsbetriebs um 1780 war August Friedrich von Bismarck.
Vor 1945 bildete Jarchlin eine Gemeinde im Landkreis Naugard in der preußischen Provinz Pommern. Auf dem 15,7 km² großen Gemeindegebiet
befanden sich sechs Wohnorte:
1. Jarchlin
2. Jarchliner Mühle
3. Kleinbahnhof Jarchlin
4. Kniephof (heute polnisch Konarzewo)   b. Groß Sabow
5. Sackshof
6. Vorwerk Jarchlin

Jarchlin war der Hauptwohnort der Gemeinde Jarchlin. Anfang der 1930er Jahre standen auf dem Gemeindegebiet insgesamt 55 bewohnte Wohnhäuser.
Gegen Ende des Zweiten Weltkriegs wurde die Region im Frühjahr 1945 von der Roten Armee besetzt und kurz danach zusammen mit ganz Hinterpommern unter polnische Verwaltung gestellt. In Jarchlin setzte nun die Zuwanderung polnischer Zivilisten ein. Jarchlin erhielt den polnischen Namen Jarchlino. In der darauf folgenden Zeit wurden die Einwohner aus ihrem Dorf vertrieben.
Jarchlino ist heute dem Verwaltungsbezirk Gmina Nowogard (Stadt- und Landgemeinde Naugard) im Powiat Goleniowski (Gollnower Kreis) angegliedert und hat gegenwärtig etwa 250 Einwohner.

### Einwohnerzahlen
- 1816: 192[4]
- 1925: 559, darunter 549 Evangelische, unter den übrigen zehn Einwohnern keine Katholiken und Juden[3]
- 1933: 490[5]
- 1939: 487[5]

### Kirche
Die unter Verwendung von  Findlingen erbaute Kirche stammt aus dem 17. Jahrhundert. Das evangelische Kirchspiel von Jarchlin gehörte zur Synode von Daber und hatte Filialen in den Nachbardörfern Radem und Justemin. In Jarchlin eingepfarrt war das benachbarte Gut Kniephof.

## Persönlichkeiten des Orts

### Im Ort Geborene
- Walther Stechow (1852–1927), deutscher Radiologe und Obergeneralarzt
- Klaus von Bismarck (1912–1997), deutscher Journalist
- Philipp von Bismarck (1913–2006), deutscher Politiker

### Sonstige
- Otto von Bismarck (1815–1898), verwaltete das Gut Jarchlin in den Jahren 1839 bis 1841 vom Nachbargut Kniephof aus